# Therese Giehse
Répertoire
- Mère courage et ses enfants
- Maître Puntila et son valet Matti
- La visite de la vieille dame

Scènes principales
Therese Giehse, de son vrai nom Therese Gift, née le 6 mars 1898 à Munich et morte le 3 mars 1975 dans cette ville, est une comédienne allemande.

## Biographie
En 1918–1920, Therese Giehse étudie la comédie auprès de Tony Wittels-Stury. Ses engagements de saison, entre 1920 et 1926, la conduisent en province : Siegen (Rhénanie-du-Nord-Westphalie), Gleiwitz (Silésie, Landshut (Basse-Bavière), Breslau avec Paul Barney. De 1926 à 1933, elle est membre du Kammerspiele de Munich, dirigé par Otto Falckenberg.
Elle fonde en 1933 avec Erika et Klaus Mann le cabaret Die Pfeffermühle (Le Moulin à Poivre) à Munich. À l'arrivée au pouvoir des nazis, elle émigre avec ce dernier, car elle est juive et politiquement à gauche, d'abord à Zurich, puis de 1934 à 1936 en Belgique, aux Pays-Bas, au Luxembourg, en Autriche et en Tchécoslovaquie. Le 26 avril 1936, la 1000e représentation du Moulin à Poivre se déroule à Amsterdam. En tant que membre temporaire du Berliner Ensemble de Bertolt Brecht, elle devient après la guerre une interprète récurrente de Brecht. Ainsi, plusieurs interprétations de Bertolt Brecht par Therese Giehse, avec récitatifs et chansons, sont enregistrées et diffusées aussi bien en RFA qu'en RDA.
Le 20 mai 1936, elle se marie avec l'auteur anglais John Hampson-Simpson.
Suite de sa carrière :
- de 1937 à 1966, elle est engagée au Schauspielhaus de Zurich comme membre de l'Ensemble et comme hôte.
- le 19 avril 1941, elle joue dans Mère Courage et ses enfants de Bertolt Brecht.
- le 23 avril 1948, elle joue Maître Puntila et son valet Matti de Bertolt Brecht.
- le 22 septembre 1949 a lieu son retour, après l'émigration, au Kammerspiele de Munich, dans Der Biberpelz de Gerhart Hauptmann.
- de 1949 à 1952, elle est membre du Berliner Ensemble de Brecht.
- de 1949 à 1973, elle est au Kammerspiele de Munich.
- le 29 janvier 1956, elle joue dans Der Besuch der alten Dame de Friedrich Dürrenmatt au Schauspielhaus de Zurich.
- le 21 février 1962, elle joue dans Die Physiker de Friedrich Dürrenmatt au Schauspielhaus de Zurich.
- le 4 octobre 1967, elle joue dans Die Landshuter Erzählungen au Kammerspiele de Munich.
- en 1974, elle joue dans le film Lacombe Lucien, de Louis Malle.

### Mort et hommages
Therese Giehse meurt le 3 mars 1975, trois jours avant son 77e anniversaire, à Munich. Elle est enterrée au cimetière de Fluntern à Zurich. Lors de l'hommage rendu au Kammerspiele de la ville, le réalisateur allemand Paul Verhoeven s'écroule, terrassé par un infarctus, alors qu'il venait d'entamer son discours à la mémoire de Therese Giehse.
Le 10 novembre 1988, un timbre à son effigie a été édité en son honneur, dans la série Femmes de l'histoire allemande. Comme c'était un timbre courant d'un mark allemand, son visage est devenu très connu.

## Galerie

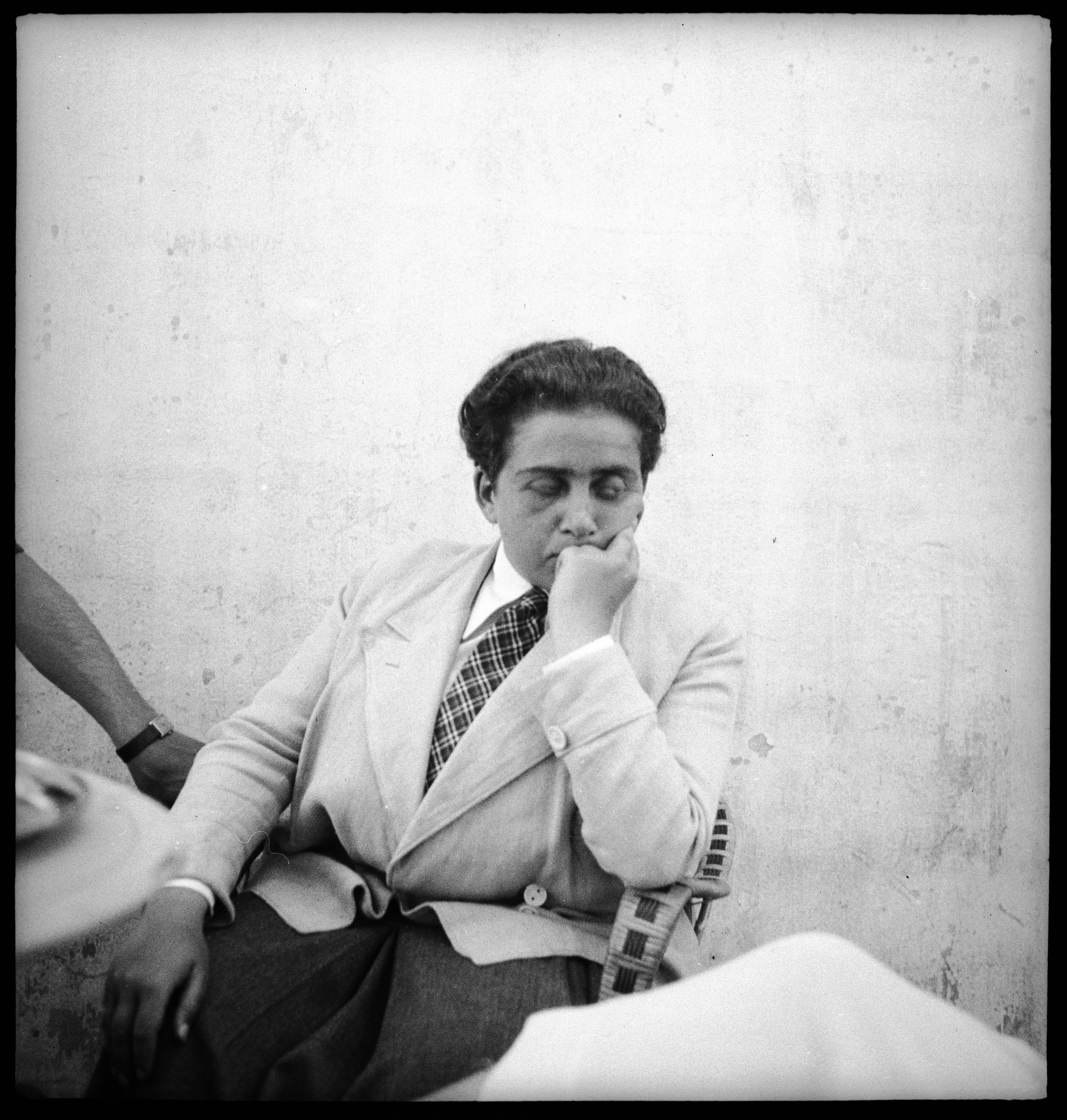
Therese Gihse au Lavandou, 1933. Photo de Annemarie Schwarzenbach
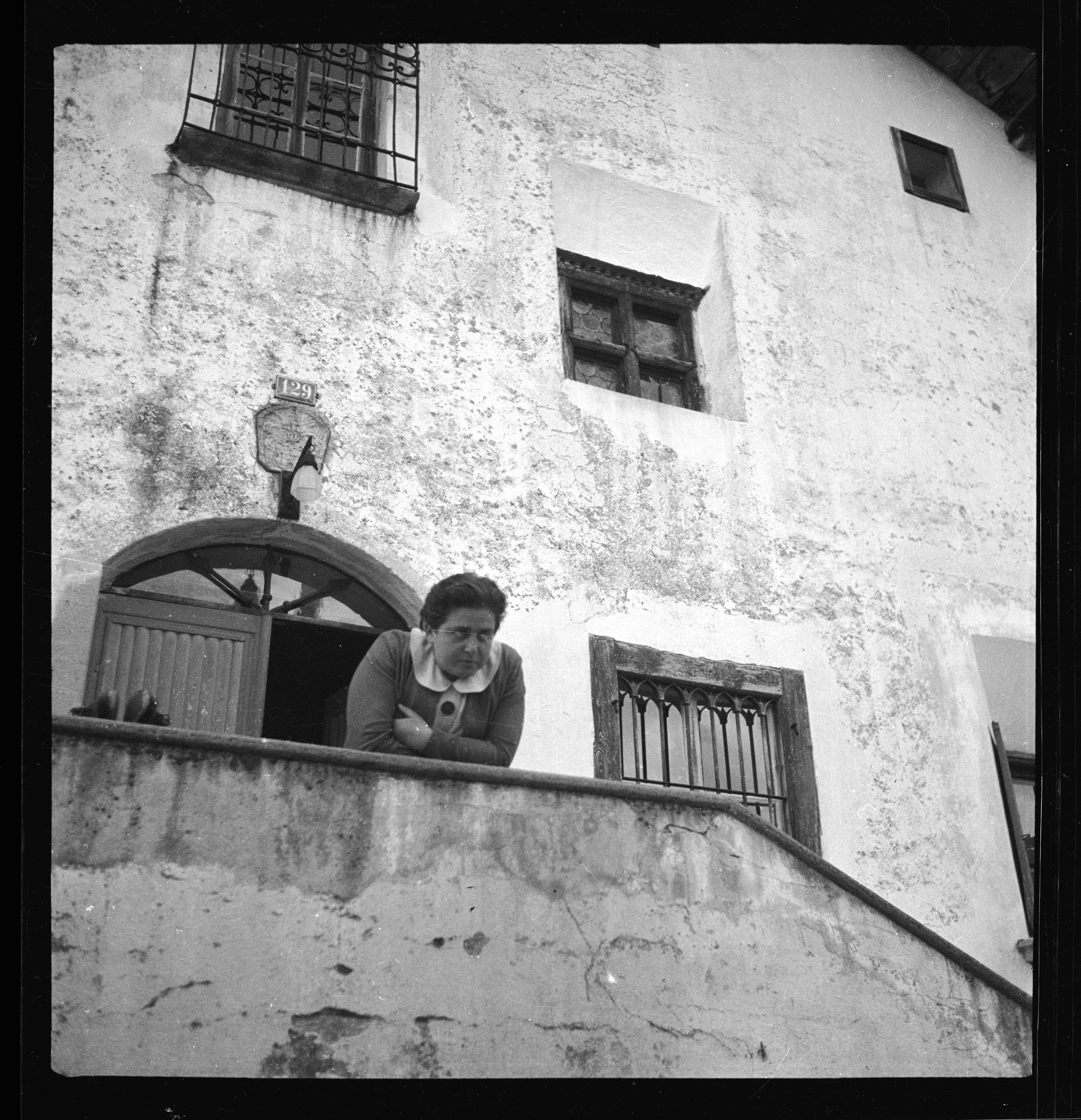
Therese Giehse en Suisse en 1936. Photo de Annemarie Schwarzenbach
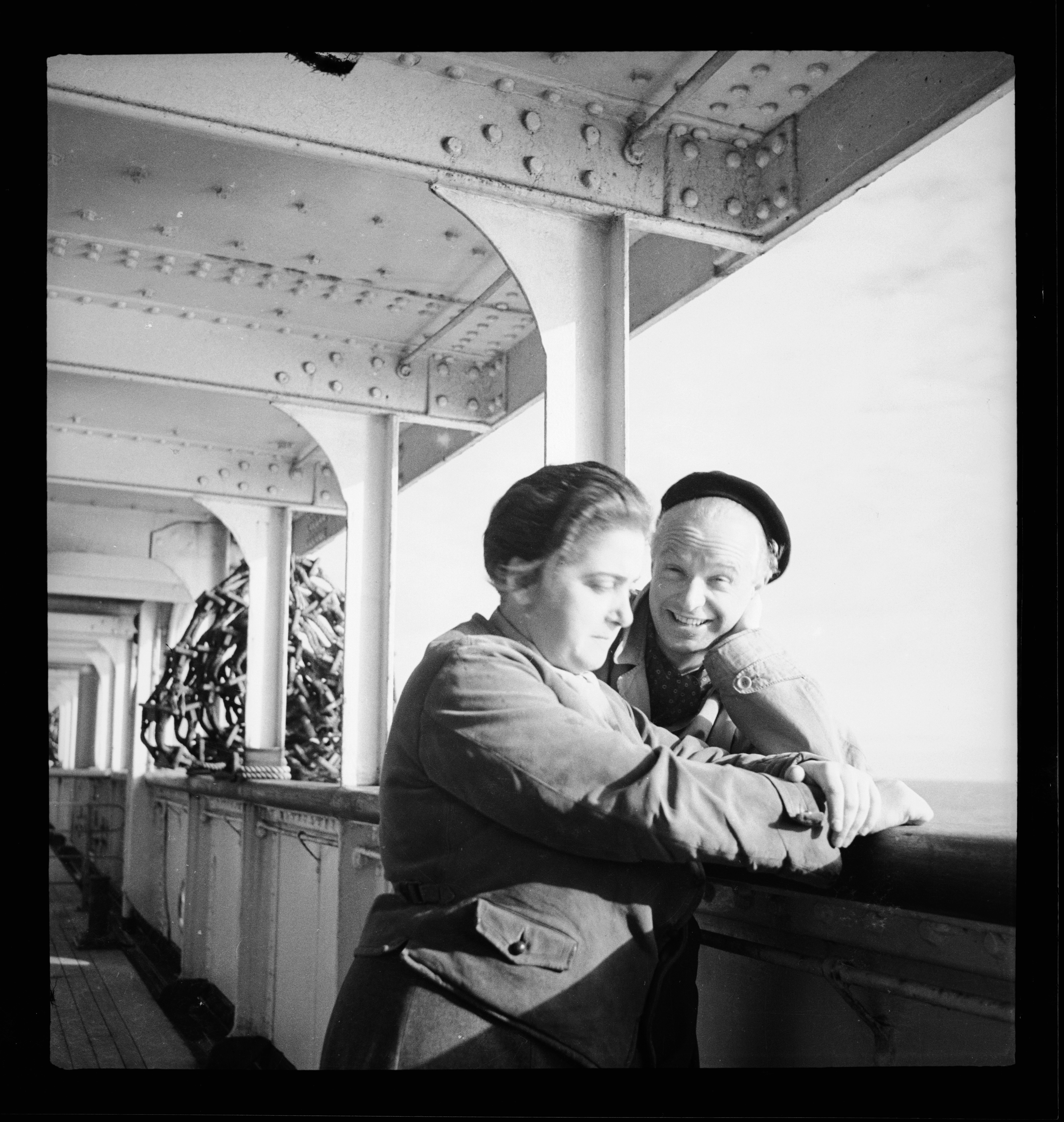
Therese Giehse et Magnus Henning (de) sur un navire allant aux USA en 1936. Photo de Annemarie Schwarzenbach

## Filmographie

### Cinéma
- 1928 : Der Fremdenlegionär de James Bauer : la mère
- 1931 : Der Liebesexpreß de Robert Wiene : Madame Mayer
- 1932 : Un drame à quatre sous (Peter Voss, der Millionendieb) d'Ewald André Dupont : la femme de ménage
- 1932 : Nacht der Versuchung de Léo Lasko et Robert Wohlmuth
- 1932 : La Fiancée vendue (Die verkaufte Braut) de Max Ophüls : la vendeuse chez le photographe
- 1932 : Die Zwei vom Südexpress de Robert Wohlmuth : Madame Brennecke
- 1933 : Der Meisterdetektiv de Franz Seitz : Mademoiselle Holzapfel
- 1933 : La Ronde aux millions (Rund um eine Million) de Max Neufeld : la mère de Mélanie
- 1937 : Hans im Glück (court métrage) de Hans Richter
- 1937 : Das Gespenst von Castle Stuart (court métrage) de René Guggenheim : la cuisinière
- 1940 : Lettres d'amour (Die mißbrauchten Liebesbriefe) de Leopold Lindtberg : Marie
- 1942 : Gens qui passent (Menschen, die vorüberziehen) de Max Haufler : Boschka
- 1942 : Das Gespensterhaus de Franz Schnyder : Kathri
- 1945 : La Dernière chance (Die letzte Chance) de Leopold Lindtberg : Madame Wittels
- 1947 : The Mark of Cain de Brian Desmond Hurst : Sœur Séraphine
- 1948 : Anna Karénine de Julien Duvivier : Marietta
- 1952 : Le Cœur du monde (Herz der Welt) de Harald Braun : la femme dans le compartiment
- 1952 : Papa a besoin d'une femme (Vater braucht eine Frau) de Harald Braun : Madame Nickel
- 1953 : Muss man sich gleisch scheiden lassen ? de Hans Schweikart : Madame Holzer
- 1955 : Des enfants, des mères et un général de László Benedek : Elfriede Bergmann
- 1955 : Roman d'une adolescente (Roman einer Siebzenjährigen) de Paul Verhoeven : Anna Hoffmann
- 1956 : Aventures au Tyrol (Zärtliches Geheimnis) de Wolfgang Schleif : Mère Lindner, Esprit
- 1957 : Der 10. Mai de Franz Schnyder : Ida Herz
- 1958 : Jeunes Filles en uniforme (Mädchen in Uniform) de Géza von Radványi : la directrice
- 1958 : Les Yeux noirs (Petersburger Nächte) de Paul Martin : Antonida
- 1960 : Elle est bien bonne (Sturm im Wasserglas) de Josef von Báky : Madame Vogel
- 1973 : Lacombe Lucien de Louis Malle : la grand-mère
- 1975 : Black Moon de Louis Malle : la vieille dame

### Télévision
- 1961 : La Leçon d'Eugène Ionesco
- 1963 : Wassa Schelesnowa d'Egon Monk
- 1963 : Die Physiker de Fritz Umgelter
- 1963 : Haben de Rolf Hädrich
- 1964 : Der Sündenbock de Fritz Umgelter
- 1966 : Der Brecht-Abend der Giehse
- 1969 : Sturm im Wasserglas tde Theodor Grätler
- 1970 : La Mère de Bertolt Brecht
- 1974 : Vorabendserie (histoire munichoise) de Helmut Dietl : Anna Häusler
- 1975 : Weitere Aussichten de Franz Xaver Kroetz

## Discographie
- Ein Bertolt-Brecht-Abend mit Therese Giehse (3 volumes)
- Therese Giehse spricht Dürrenmatt (avec Friedrich Dürrenmatt)
- Die Mutter (3 volumes)
- Weitere Aussichten